# Канелаш (Арока)
Кане́лаш (порт. Canelas; МФА: [kɐ.ˈne.ɫɐʃ]) — колишня парафія в Португалії, в муніципалітеті Арока. Перебувала у складі округу Авейру.  Входила до регіону Північ. За старим адміністративним поділом, що був чинним до 1976 року, територія парафії належала провінції Берегове Дору.  Ліквідована 28 січня 2013 року. Увійшла до складу парафії Канелаш і Ешпіунка. Площа парафії — 20,89 км², населення — 801 ос. (2011), густота населення — 38,34 осіб/км²
. Патрон — святий Михаїл. Поштовий індекс — 4540. Код  — 010406.

## Географія

Арока (2013)
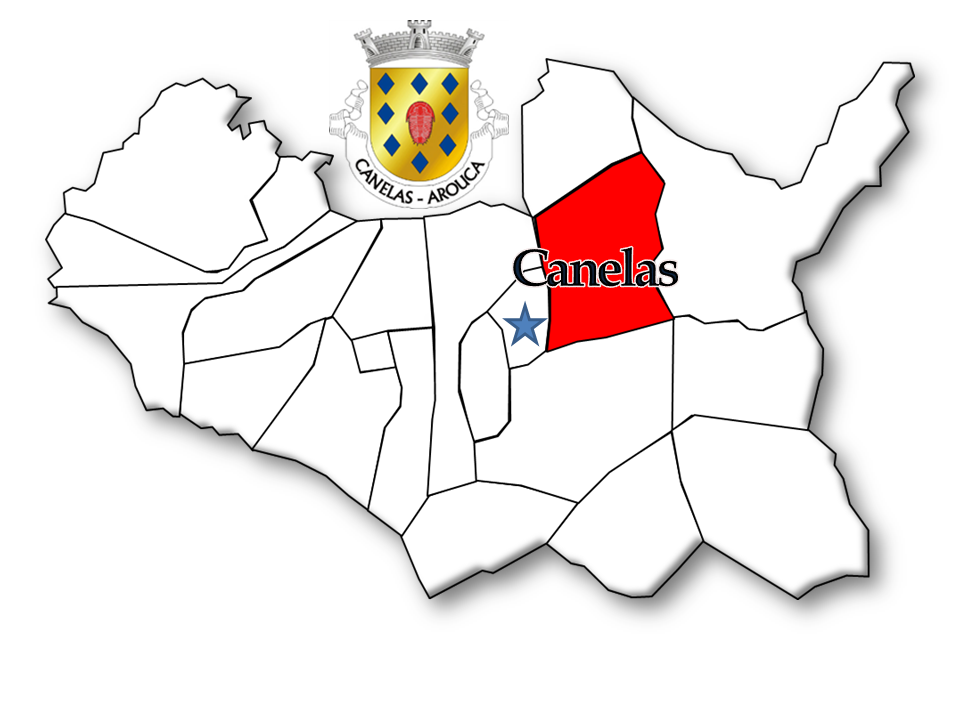
Канелаш

## Населення
| Кількість мешканців | Кількість мешканців | Кількість мешканців | Кількість мешканців | Кількість мешканців | Кількість мешканців | Кількість мешканців | Кількість мешканців | Кількість мешканців | Кількість мешканців | Кількість мешканців | Кількість мешканців | Кількість мешканців | Кількість мешканців | Кількість мешканців |
| ------------------- | ------------------- | ------------------- | ------------------- | ------------------- | ------------------- | ------------------- | ------------------- | ------------------- | ------------------- | ------------------- | ------------------- | ------------------- | ------------------- | ------------------- |
| 1864                | 1878                | 1890                | 1900                | 1911                | 1920                | 1930                | 1940                | 1950                | 1960                | 1970                | 1981                | 1991                | 2001                | 2011                |
| 483                 | 514                 | 558                 | 597                 | 620                 | 669                 | 670                 | 815                 | 952                 | 918                 | 861                 | 813                 | 861                 | 864                 | 801                 |